# زیپلینگن
زیپلینگن (به آلمانی: Sipplingen) یک شهر در آلمان است که در بودنسیکرایس واقع شده‌است. زیپلینگن ۲٬۱۵۸ نفر جمعیت دارد.

## خواهرخوانده
شهر اشتولپن خواهرخواندهٔ زیپلینگن هست.